# Лебедев, Николай Петрович
Николай Петрович Лебедев (1750—1813) — генерал-лейтенант, Иркутский губернатор, начальник Смоленского ополчения в Отечественную войну 1812 года.

## Биография
Родился в 1750 году в Рославльском уезде Смоленской губернии. В военную службу был записан 17 августа 1756 года капралом в Рославльский драгунский эскадрон, 1 октября 1758 года получил чин сержанта и переведён в Санкт-Петербургский мушкетёрский полк. 1 января 1765 года явился в строй и был принят в Санкт-Петербургский мушкетёрский полк, в котором с 1 октября 1863 года числился прапорщиком.
Первым боевым опытом Лебедева явилась кампания против польских конфедератов в 1766—1768 годах, причём в сражении под Слонимом он получил рану в голову. По выздоровлении Лебедев с 1770 года принимал участие в военных действиях против турок и 24 ноября 1774 года за отличие был произведён в секунд-майоры с переводом в Выборгский мушкетёрский полк. Вскоре он был переведён тем же чином в Пермский пехотный полк.
С 2 июня 1777 года Лебедев находился в Апшеронском пехотном полку а 15 декабря 1783 года был произведён в премьер-майоры Казанского пехотного полка. С того же года он принимал участие в походах за Кубанью.
Состоя с 1 января 1787 года в Кавказском мушкетёрском полку Лебедев принял участие в русско-турецкой войне и 26 ноября 1788 года за отличие под Анапой был награждён орденом св. Георгия 4-й степени (№ 564 по кавалерскому списку Григоровича — Степанова), затем он числился в Тифлисском мушкетёрском полку и состоял дежурным офицером при графе де Бальмене. В 1790 году за отличие при штурме Анапы получил чин подполковника.
В 1796 году Лебедев находился в Персидском походе и 1 октября за отличие при взятии Дербента был произведён в полковники.
29 ноября 1796 года он был назначен командиром Селенгинского пехотного полка. 
12 декабря 1797 года Лебедев получил чин генерал-майора и назначение на должность коменданта Оренбурга и шефа Оренбургского гарнизонного полка. В следующем году он предпринял большой поход в степь «для отражения набегов киргиз-кайсацких скопищ на торговые пути в южных пределах Оренбургской губернии», и за успешное выполнение этого предприятия 23 ноября 1799 года произведён в генерал-лейтенанты. В 1799—1802 годах Лебедев был председателем Оренбургской пограничной комиссии
4 марта 1800 года Лебедев был назначен Тобольским комендантом и шефом Тобольского гарнизонного полка.
26 марта 1802 года Лебедев был назначен Иркутским военным и гражданским губернатором и на этой должности находился последующие пять лет. 
20 августа 1807 года он по причине расстроенного здоровья подал в отставку и выехал в Смоленскую губернию в своё имение.
После начала вторжения Наполеона в Россию император Александр I объявил манифест о созыве внутреннего ополчения. Лебедев из своих крепостных крестьян сформировал егерскую роту и затем выбран предводителем ополчения Смоленской губернии. 5 и 6 августа он участвовал в отражении французов от Смоленска и за отличие был награждён орденом св. Анны 1-й степени с алмазными знаками. Вслед за тем он со вверенными ему ополченческими подразделениями участвовал в Бородинском бою. После сражения под Малоярославцем Лебедев тяжело заболел и оставил действующую армию.

## Награды
За Бородинское сражение он был представлен к ордену св. Владимира 2-й степени, но не успел получил этот орден, поскольку 25 декабря 1812 года скончался в Калуге (из списков исключён 6 января 1813 года); там же он и был похоронен в Лаврентьевом монастыре.
Среди прочих наград Лебедев имел орден св. Иоанна Иерусалимского и золотую шпагу с надписью «За храбрость».